# Francisco Manuel Geraldo Rosa
Francisco Manuel Geraldo Rosa, meglio noto come Kiko (Alcácer do Sal, 20 gennaio 1993), è un calciatore portoghese, difensore o attaccante dell'Anorthōsis.

## Caratteristiche tecniche
Difensore, può giocare anche come ala sinistra o centravanti.

## Palmarès

### Club

#### Competizioni nazionali
- Campionato cipriota: 1

Omonia: 2020-2021
- Supercoppa di Cipro: 1

Omonia: 2021
- Coppa di Cipro: 1

Omonia: 2021-2022